# Вильма-311 стерео

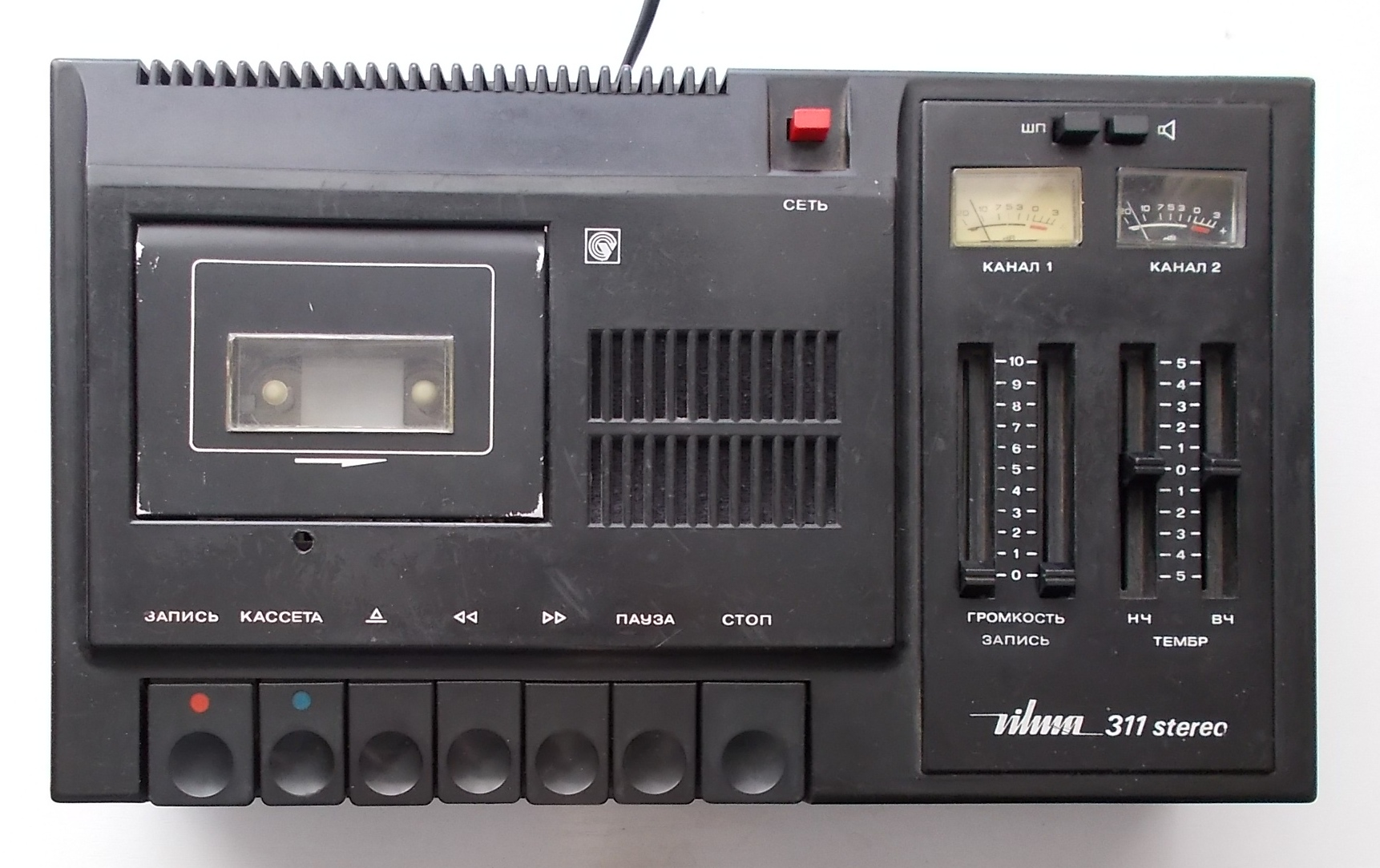
Магнитофонная приставка «Вильма-311 стерео»

Вильма-311 стерео — советский стационарный стереофонический кассетный магнитофон с двумя акустическими системами под плёнку 3,81 мм. Серийно выпускался на Вильнюсском Приборостроительном Заводе «Вильма» с января 1975 по декабрь 1985 года. С 1983 года это единственный магнитофон, выпускаемый в то время и самый последний магнитофон из семейства магнитофонов типа СМ-14. Почти аналог магнитофона Тоника-310 стерео.
В 1985 году заменён на более современную модель — «Вильма-312 стерео».
В 1986 году модель 311 была снята с производства из-за низких технических характеристик.

## Основа
Магнитофон сделан на основе магнитофона Philips EL3312.

## Технические характеристики
Диапазон рабочих частот 40 Гц — 12,5 кГц
Пиковая музыкальная мощность 4 Вт
Потребляемая мощность 40 Вт
Коэффициент детонации: 0,3%

## Электронное устройство магнитофона
Двигатель-трансформатор АД-T-1,6/10. Двигатель-трансформатор может работать только от 220 В 50 Гц и не имеет других вариантов входящего напряжения питания. 127 В есть у магнитофонов «Вильма-302 стерео/-303» и «Тоника-305/-310» стерео.
Ток из переменного в постоянный преобразовывают диоды КД202В и диод Д815А.
В магнитофоне применяется лентопротяжный механизм последней модификации, такой же применяется в магнитофоне Тоника-310 стерео самой последней модификации, с двумя стрелочными индикаторами уровня записи типа М478/3.
Вместо переключателя входящего напряжения питания в отсеке шнура питания стоит просто пробка с электрическим предохранителем.
Последняя модификация магнитофона типа СМ-14 не меняется.
Платы:
А1. Универсальный усилитель
КОНДЕНСАТОРЫ:
Керамические:
С01, С02 — 1 нФ (керамический)
С19, С20 — 12 пФ (керамический)
С29, С30 — 200 пФ (керамический)
Плёночные:
С15, С17, С22, С24 — 100 В 27 нФ
С16, С18 — 100 В 39 нФ
С25, С26 — 100 В 150 нФ
Электролитические:
С03 — 6,3 В 50 мкФ
С04 — 6,3 В 100 мкФ
С06, С08, С09, С10, С11, С12, С13, С14, С21, С23, С27, С28 — 10 В 10 мкФ
С07 — 16 В 20 мкФ
! С05 — полностью отсутствует
ИНТЕГРАЛЬНАЯ МИКРОСХЕМА:
DA1 — К157УЛ1Б
DA2 — К157УД2
ИНДУКТИВНЫЕ КАТУШКИ:
L1, L2 — 750 витков проволоки ПЭВ-2 Ø 0,12 мм 20±5 Ом.
Тип сердечника М2000НМ-15-ПС3,5×13.
Коррекция записи fp=12,5 кГц
РЕЗИСТОРЫ:
Постоянные:
R01, R02, R19, R21 — 47 кОм 1/8 ватт
R03, R06 — 10 Ом 1/8 ватт
R04, R05 — 510 кОм 1/8 ватт
R07, R08 — 220 Ом 1/8 ватт
R09, R10 — 3,9 кОм 1/8 ватт
R12, R14 — 270 кОм 1/8 ватт
R13 — 130 Ом 1/8 ватт
R15, R16 — 2 кОм 1/8 ватт
R20, R22 — 330 Ом 1/8 ватт
R23, R24 — 47 Ом 1/8 ватт
R25, R27 — 10 кОм 1/8 ватт
R26, R28 — 680 Ом 1/8 ватт
R29, R31 — 3,3 кОм 1/8 ватт
R30, R32 — 68 кОм 1/8 ватт
R33, R34, R35, К36 — 22 кОм 1/8 ватт
R37, R38 — 110 Ом 1/8 ватт
! R11 — полностью отсутствует
Подстроечные:
R17, R18 — 22 кОм
А2. Ограничитель шума
КОНДЕНСАТОРЫ:
Керамические:
С07, С08 — 470 пФ
С15, С16 — 330 пФ
Плёночные:
С03, С04, С11, С12 — 100 В 22 нФ
С05, С06, — 100 В 3,3 нФ
С09, С10, С13, С14 — 100 В 1,5 нФ
С18, С19, С20, С21, С22, С24 — 100 В 10 нФ
Электролитические:
С01, С02, С26, С27, С28, С29 — 10 В 10 мкФ
С17 — 25 В 200 мкФ
! С23 С25 С30 С31 С32 С33 — полностью отсутствуют
ТРАНЗИСТОРЫ:
VT1 — VT12 все типа КТ315Б
ДИОДЫ:
VD1 — VD12 все типа КД522Б
РЕЗИСТОРЫ:
Постоянные:
R01, R03 — 68 кОм 1/8 ватт
R02, R04 — 56 кОм 1/8 ватт
R05, R19, R23, R24, R35, R37 — 330 кОм
1/8 ватт
R06, R09 — 300 Ом 1/4 ватт
R07, R10 — 390 Ом 1/8 ватт
R08, R17, R29, R30, R32, R34 — 680 Ом
1/8 ватт
R13, R15 — 13 кОм 1/8 ватт
R14, R16, R49, R50 — 1 кОм 1/8 ватт
R18, R20 R43, R45 — 100 кОм 1/8 ватт
R21, R22 — 1,8 кОм 1/8 ватт
R25, R26, R27, R28 R36 R38— 22 кОм
1/8 ватт
R31, R33 — 3,9 кОм 1/8 ватт
R39, R40 — 120 кОм 1/8 ватт
R44, R46— 150 кОм 1/8 ватт
R47, R48 — 4,7 кОм 1/8 ватт
! R51, R52, R53, R54 — полностью отсутствуют
Подстроечные:
R11 — 33 кОм
R12 — 33 кОм
R41 — 22 кОм
R42 — 22 кОм
А3. Регулятор тембра
КОНДЕНСАТОРЫ:
Плёночные:
C01, C03— 100 В 22 нФ
C02, C04— 100 В 100 нФ
C05, C07 — 100 В 3,3 нФ
Керамические:
C06, C08 — 30 В 10 нФ (КЛС)
РЕЗИСТОРЫ:
Постоянные:
R01, R04, R06, R07 — 10 кОм 1/8 ватт
R03, R05 — 560 Ом 1/8 ватт
Потенциометры СП3-236 А0,25Вт 100КМ13:
R02 — 100 кОм
R08 — 100 кОм
А4. Усилитель мощности
КОНДЕНСАТОРЫ:
Керамические:
С12, С13, С14, С15 — 330 пФ
С05, С06, С16, С17 — 1 нФ
Плёночные:
С10, С11 — 100 В 220 нФ
Электролитические:
С01, С02 — 10 В 10 мкФ
С03, С04 — 16 В 20 мкФ
С07 — 25 В 20 мкФ
С08, С09 — 16 В 100 мкФ
С18, С19 — 16 В 1000 мкФ
ТРАНЗИСТОРЫ:
VT01, VT02, VT05, VT06 — КТ315Б
VT03, VT04 — КТ361Б
VT07, VT09 — КТ503А
VT08, VT10 — КТ502А
VT11, VT13 — КТ639А
VT12, VT14 — КТ961А
РЕЗИСТОРЫ:
Постоянные:
R01, R02, R04, R05, R07, R08,— 56 кОм
1/8 ватт
R09, R10 — 36 Ом 1/8 ватт
R11, R13 — 2,7 кОм 1/8 ватт
R12, R14, R15, R16, R19, R22 — 3,9 кОм
1/8 ватт
R18, R21 — 390 Ом 1/8 ватт
R23, R25, R26, R29, R30. R37, R39, — 10 Ом
1/8 ватт
R24, R27, R28, R31 — 220 Ом 1/8 ватт
R32, R33, R34, R35 — 1 Ом 1/2 ватт
R36, R38— 100 Ом 1/4 ватт
Подстроечные:
R03 — 68 кОм
R06 — 68 кОм
R17 — 470 Ом
R20 — 470 Ом
А5. Генератор стирания и подмагничивания
КОНДЕНСАТОРЫ:
Керамические:
C02, C03 — 330 пФ
С16, С18 — 1,8 нФ
Плёночные:
C01 — 100 В 15 нФ
C04 — 100 В 56 нФ
C05, C06 — 100 В 10 нФ
Электролитические:
C07, C08 — 6.3 В 20 мкФ
C09 — 16 В 200 мкФ
C10 — 25 В 200 мкФ
C12 — 25 В 500 мкФ
C14 — 50 В 500 мкФ
C15, C17 — 10 В 10 мкФ
! C11, C13 — полностью отсутствуют
ТРАНЗИСТОРЫ:
VT01, VT02 — КТ815Б
VT03, VT04 — КТ315Г
VT05 — КТ503А
ТРАНСФОРМАТОРЫ:
Т1 — Трансформатор 5-контактный
Обмотки с 2 на 1 и 3 — 20 витков проволоки сопротивления 0,65 Ом.
Обмотка с 4 на 5 — 50 витков проволоки сопротивления 1,5 Ом.
Диаметр всех обмоток на всех контактах — 0,16 мм.
РЕЗИСТОРЫ:
Постоянные:
R03 — 150 Ом 1 ватт
R04, R05 — 12 кОм 1/8 ватт
R06 — 27 Ом 1/8 ватт
R08, R12 — 470 кОм 1/8 ватт
R09, R13 — 10 кОм 1/8 ватт
R10, R14 — 300 Ом 1/8 ватт
R17, R18 — 330 Ом 1/4 ватт
R19 — 220 Ом 1/2 ватт
R20 — 150 Ом 2 ватт
! R15, R16 — полностью отсутствуют
Подстроечные:
R01, R02— 33 кОм
R07, R11— 22 кОм
А6. Подсветка и блокировка звука
ЛАМПОЧКА: СМН-9-55-1 12 В
РЕЗИСТОР: постоянный, 100 Ом 1/2 ватт.

## Отличия от магнитофона «Тоника-310 стерео»
| Вильма-311 стерео | Тоника-310 стерео |
| --- | --- |
| Кнопка звука при нажатии включает акустические системы, при выключении вторым нажатием — отключает. Это кнопка включения АС.                                                             | Кнопка звука действует противоположно: при нажатии отключает акустические системы, при выключении вторым нажатием — включает. Это кнопка блокировки АС. |
| Магнитофон оснащён ползунковыми потенциометрами. | У магнитофона вращательные потенциометры. |
| Питание возможно только от 220 В 50 Гц. Встроенный переключатель входящего напряжения электропитания не предусмотрен.                                                                    | Помимо питания от 220 В магнитофон может работать от сети 127 В. А частота в Герцах та же.                                                              |
| Клавиши застёгиваются фиксатором, который толкается вправо и сдвигается влево при застёгивании, застёжки клавиш — с наклоном вправо.                                                     | Клавиши застёгиваются за счёт язычков, толкающих застёгивающий фиксатор клавиш. Застёжки клавиш — прямые.                                               |
| Резистор на лампочке — 100 Ом 0,5 Вт. | Резистор на лампочке — 220 Ом 0,5 Вт. |
| Два стрелочных индикатора всегда только типа М68501 и больше никакие | Магнитофон может иметь один индикатор уровня записи типа М476/1 или два типа М478/3 (встречается реже и на последних моделях).                          |
| Для регулировки громкости в обоих каналах требуется двигать оба регулятора громкости на одном уровне одновременно. Громкость регулируется каждым из обоих потенциометров по отдельности. | Громкость в обоих каналах одновременно регулируется одним регулятором громкости. Баланс регулируется отдельным регулятором баланса (панорама).          |
| Серийный выпуск длится до 1985 года. - Лицензионные сборки очень мелкими сериями идут до января 1986 года.                                                                               | Серийный выпуск длится до 1982 года. - Лицензионные сборки некоторых модификаций очень мелкими сериями идут до марта 1984 года.                         |

## Интересные факты
- На сайте http://www.rw6ase.narod.ru/00/mg_ks/wilma311.html Архивная копия от 22 июля 2020 на Wayback Machine пишут, что серийный выпуск магнитофона был начат в 1983 году. На самом деле выпуск начали в 1975 году.